# Alfons van Hauteville
Alfons van Hauteville of Alfons van Sicilië (circa 1122 – 10 oktober 1144) was een Normandische edelman van het Huis Hauteville, met vader Rogier II van Sicilië als heerser over het hertogdom Apulië en Calabrië en het graafschap Sicilië. Alfons was prins van Capua (1135-1144) en hertog van Napels (1139-1144). Dit waren de twee nieuwe aanwinsten voor Rogier II die intussen koning van Sicilië was.

## Naam

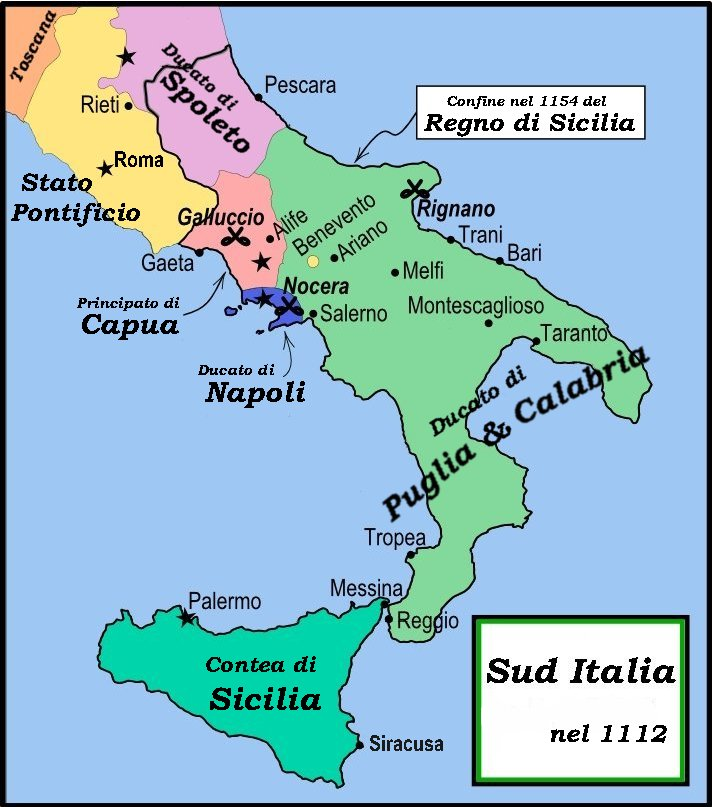
Prinsdom Capua in roos en hertogdom Napels in blauw

In het Latijn werd zijn naam geschreven als Anfusus of Alfusus. In het Italiaans was zijn naam Alfonso d'Altavilla.

## Levensloop
Alfons was een zoon van Rogier II van Sicilië, hertog van Apulië en Calabrië, graaf van Sicilië en vanaf 1130 koning van Sicilië. Rogier II behoorde tot het Normandische Huis Hauteville. De moeder van Alfons was Elvira van Castilië. Alfons werd genoemd naar zijn grootvader langs moeders zijde: koning Alfons VI van Leon. 
Rogier II van Sicilië had zijn Zuid-Italiaans vorstendom uitgebreid met het prinsdom Capua. In 1135 benoemde hij zijn zoon Alfons tot prins van Capua, wat zoveel betekende als gouverneur van Capua. Feitelijk was Guarinus, kanselier van Rogier II, diegene die Capua bestuurde zowel politiek als militair, in naam van de jonge Alfons; Guarinus was bijgestaan door zijn rechterhand Jocelyn, procureur van Capua. Aangezien Alfons circa vijftien jaar was en niet tot ridder kon geslagen worden, stond Rogier II er op dat de edelen van Capua aan hem persoonlijk hun eed van trouw aflegden. Vier jaar later, in 1139, erkende het Verdrag van Mignano met de paus Rogier II en zijn zoon Alfons als prinsen van Capua. Hiermee kwam een eind van de regering van Robert II van Capua, van het rivaliserende Normandische Huis Drengot Quarrel.
Nog in 1139 verkoos het naburige hertogdom Napels, dat sinds 1137 de facto in handen was van Rogier II, Alfons tot hertog van Napels. Hiermee kwam een eind aan de regering van Sergius VII van Napels van de oude Longobardische Sergiusdynastie.
Samen met zijn broer Rogier III, hertog van Apulië, marcheerde Alfons met Normandisch-Siciliaanse troepen de Abruzzen in (1140). Zij konden de havenstad Pescara in bezit nemen, ondanks protest van paus Innocentius II. Hiermee was Zuid-Italië in de macht van het Huis Hauteville: Zuid-Italië behoorde formeel niet meer tot het Byzantijnse Rijk maar formeel tot het pausdom. 
In 1144 deed Alfons met Rogier III nog een razzia in de Pauselijke Staat. Ze bevochten zich een weg tot ze de stad Rieti in Latium in handen hadden. Vermoedelijk stierf Alfons er op het slagveld in 1144.